# Здановский, Михаил Васильевич
Михаил Васильевич Здановский (род. 16 ноября 1972, Череповец, Вологодская область) — советский и российский хоккеист, нападающий.

## Биография
Воспитанник череповецкого хоккея, начинал играть в местном «Металлурге» в Кубке РСФСР (1987/88) и во второй лиге (1988/89). Сезоны 1992/93 — 1993/94 провёл в московском «Динамо». Играл в команде ECHL «Таллахасси Тайгер Шаркс» (1994/95 — 1995/96), после чего завершил карьеру и остался жить в США.

## Достижения
- Финалист Кубка Европы (1992, 1993)
- Чемпион МХЛ (1993)
- Обладатель Кубка МХЛ (1993)
- Абсолютный чемпион России (1993)
- Второй призёр чемпионата МХЛ (1994)